# آچارکوت
آچارکوت (به ارمنی: Աճարկուտ) یک روستا در ارمنستان است که در استان تاووش واقع شده‌است. آچارکوت در ۲۵ کیلومتری شمالغرب ایجوان، مرکز استان تاووش واقع شده‌است. آچارکوت نام پیشین این روستا کونن بود.

## خصوصیات
آچارکوت ۱۹۶ نفر جمعیت دارد و در ارتفاع ۷۸۰ متر بالاتر از سطح دریا قرار گرفته‌است.